# Bravinné
Bravinné (Duits: Brawin, ook: Braffin) is een dorp in de gemeente Bílovec in het Tsjechische district Nový Jičín. Het dorp heeft ± 250 inwoners verdeeld over 91 woningen en een oppervlakte van 6,84 km2. Het ligt ca. 400 m boven de zeespiegel.
Het maakte lange tijd deel uit van het Duitstalige Sudetenland.

## Geschiedenis
In het jaar 1377 werd Brawin voor het eerst schriftelijk als Braffin onder de bij het hertogdom Troppau behorende dorpen vermeld.
Brawin had in de loop der eeuwen verschillende heren en bezitters. Tot de Eerste Wereldoorlog hoorde het bij Kroonland Oostenrijk. In 1852 verkocht vrijheer Franz Karl Sedlnitzky Brawin-Neuhof aan Filips van België, de bezitter van het landgoed Fulnek. Op dat moment hoorde Brawin bij de pastorie Schlatten en zou in het jaar 1887/88 na de bouw van een nieuwe kerk bij de pastorie Wagstadt worden toegelaten.
Na 1918 kwam Brawin als Bravinné bij de Tsjechoslowaakse republiek. Na de Tsjechische landhervorming van 1920 vergrootten de langjarige pachters hun eigendom door het verkrijgen van vorstelijke velden en weiden.
Vanaf oktober 1938 hoorde Brawin bij het Duitse rijk (Sudetenland).
Na de Tweede Wereldoorlog werden alle Duitsers die in het Sudetenland woonden verdreven en daarbij alle inwoners van Brawin.
Voor de Tweede Wereldoorlog bestond Brawin uit 88 huizen. Twee derde van de inwoners was boer met ieder ongeveer 20 hectare landbezit. De rest was zelfstandig handwerker, die als hobby een klein akkertje had.
Bij Brawin hoorde de 2 km verre stadsdelen Ober- en Unterneuhof, waarbij ook nog eens 23 huizen hoorden. In totaal had Brawin ongeveer 500 inwoners, allen Duitsers.

## Onderwijs
Tot 1919 bezat Brawin alleen een school met één klas, die aanvankelijk, net zo als de pastorie, in een boerderij ondergebracht was. In 1875 werd er een eigen nieuwe school gebouwd. Vanaf 1919 werd de school met twee klassen gevoerd. In 1932 volgde een nieuwe verbouwing en een vergroting van de school. Zij bestond nu uit twee grotere klassen, een huis voor de rector en een gemeentehuis.

## Verenigingen
Brawin was in verhouding een vooruitstrevende gemeente, die qua verkeer zeer gunstig lag. Er waren veel groepjes en verenigingen: de brandweer met een motorspuit en het brandweergereedschapshuis met ruimen daar naast, een akkerbouwvereniging, een dorsgemeenschap met een dorsmachine, paarden en runderen, een wijkagentenvereniging, een inpoldergemeenschap, een imkervereniging, een jeugd- en theatergroep, die de gebruiken van het dorp pleegde. Verder was er een Duitse cultuurvereniging, die tweetalig gevoerd werd (Duits en Tsjechisch). Deze cultuurvereniging werd 1938 na de annexatie door het Duitse rijk wegens te weinig leden opgeheven.